# 1952 na Alemanha
Esta é uma cronologia dos fatos acontecimentos de ano 1952 na Alemanha.

## Eventos
- 18 de abril: A República Federal da Alemanha estabelece as relações diplomáticas com o Japão.
- 2 de maio: O presidente Theodor Heuss e o chanceler Konrad Adenauer, ambos da Alemanha Ocidental, aceitam a Canção da Alemanha como um hino nacional.
- 22 de junho: O VfB Stuttgart conquista o campeonato alemão de futebol.
- 24 de junho: Inicia a primeira do jornal alemão Bild.[1]
- 23 de outubro: O Tribunal Constitucional Federal proíbe o Partido Socialista do Reich.
- 23 de outubro: É fundada a Cruz Vermelha Alemã da Alemanha Oriental em Dresden.
- 30 de novembro: O presidente da Alemanha Ocidental, Theodor Heuss, inaugura um memorial no antigo campo de concentração de Bergen-Belsen.[1]